# 斯特凡诺·巴蒂斯泰利
斯特凡诺·巴蒂斯泰利（義大利語：Stefano Battistelli，1970年3月6日—），意大利男子游泳运动员。他曾代表意大利参加1988年和1992年夏季奥林匹克运动会游泳比赛，共获得二枚铜牌。